# Ali al-Sistani
Sayyid Ali Husaini Sistani (Mashhad, 4 de agosto de 1930) es un líder musulmán iraquí de origen iraní, Gran Ayatolá de Irak desde 1993. Al-Sistani es considerado como el mayor líder espiritual del islamismo chiita en Irak siendo el hombre más influyente de ese país en la actualidad y uno de los más importantes líderes dentro del movimiento chiita alrededor del mundo.
A partir de la invasión a Irak, en el 2003, se convirtió en un influyente líder político. Fue nominado para ser candidato al Premio Nobel de la Paz en el 2005 y el 2014.

## Biografía

### Inicios
Ali al-Sistani nació en Mashhad (Irán) el 4 de agosto de 1930, en el seno de una familia muy religiosa. 
Su abuelo, quien tenía ese nombre y por quien fue nombrado de esa manera, era un erudito que había estudiado en Náyaf. La familia de Sistani era originaria de Isfahán, y se trasladó posteriormente a Sistán, provincia de Baluchistán, lugar que dio su nombre de "al-Sistani".
Ali Sistani inició su educación religiosa a edad muy temprana en su ciudad natal, para luego trasladarse, en 1949 a la ciudad santa de Qom en la zona central de Irán. En 1951 fue a Irak para estudiar bajo la tutela de Gran Ayatollah Abul-Qassim Khoei.

### Ascenso al poder religioso

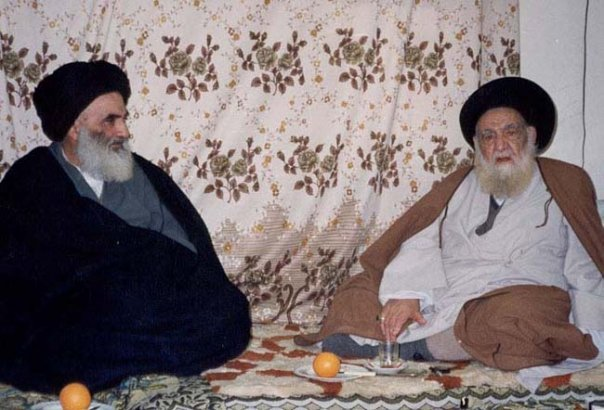
Ayatola al-Khoi y Alí Al Sistani.

Cuando el ayatolá Khoei murió en 1992, Sistani ascendió al rango de gran ayatolá, heredando toda la red de Khoei y sus seguidores. Con la muerte del gran ayatolá Mohammad Sadeq al-Sadr, Sistani emerge como el más eminente clérigo chií en Irak.
Sistani ha sobrevivido a la persecución, la cual ha matado a muchos otros clérigos chiíes. Su mezquita fue cerrada en 1994, y no reabrió hasta después de la invasión estadounidense que derribó el régimen de Baaz. Desde ese momento se autorrecluyó en su casa en Náyaf y a pesar de su aislamiento e inaccesibilidad, Sistani posee una fuerte influencia sobre la población chií de Irak a través de una red de clérigos jóvenes que difunden sus enseñanzas. Debido a esta influencia, ha tenido un papel silencioso pero importante en la política reciente de Irak. Él se ha comprometido con el proceso constitucional, llamando a sus seguidores chiíes a rechazar la violencia sectaria.
En 1999 el entonces Papa Juan Pablo II anunció su intención de visitar Irak, para reunirse con el ayatolá, pero luego de una fuerte oposición del entonces presidente del país, Saddam Hussein, el religioso tuvo que suspender su viaje, y el encuentro con el ayatolá se canceló.
En agosto de 2004, el ayatolá Sistani, debido a una afección cardiaca viajó a Londres para recibir el tratamiento médico. Fue la primera vez en muchos años en el que Sistani dejó su casa en Náyaf.

### Invasión a Irak

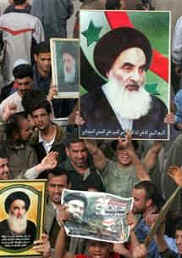
Manifestación en apoyo a Ayatullah Ali Al-Sistani.

Después de la ocupación de Irak en 2003 por una coalición multinacional, Sistani ha tenido un papel político al frente de la, cada vez más influyente, comunidad chií en Irak, por lo cual los medios de comunicación tradicionales occidentales lo han llamado "la persona más influyente" en la post-invasión.
En el verano del 2003, Sistani empezó a pedir la formación de un gobierno constituyente, y pidió el voto para la formación de un gobierno de transición, allanando el camino seguro para el dominio chií del gobierno (dado que el 60% de la población de Irak es chií). Tras esto, Sistani fue un duro crítico de los planes estadounidenses para la implementación del gobierno iraquí, al considerarlo como un plan no democrático.
En un principio los edictos de Sistani solicitaban a muchos religiosos chií en Irak que se abstuviesen de participar en las elecciones legislativas del 2005, instando a la conciencia con respecto a la importancia del tema electoral e invitando a que las elecciones fueran libres y justas. Sin embargo, finalmente Sistani terminó convenciéndose de la necesidad de participar en las elecciones para que los chiíes tuvieran una influencia decisiva en el nuevo Gobierno.
Sistani presionó a los divididos partidos confesionales chiíes para que aceptaran unirse en una gran Coalición política o coalición electoral que fuera unida, con una sola lista electoral, a los comicios. Los líderes de los partidos chiíes tuvieron que ceder ante la autoridad moral de Sistani y reconocieron la conveniencia de la alianza. Sistani tuvo el papel de árbitro en las arduas negociaciones que finalmente desembocaron en la confección de la lista electoral. La coalición que se formó bajo la presión y arbitraje de Sistani recibió el nombre de Alianza Unida Iraquí, aunque popularmente era conocida como Lista Sistani. 
La inmensa mayoría de los chiíes votaron por esa lista en las dos elecciones siguientes, la del 30 de enero del 2005 y la del 15 de diciembre del 2005 porque (sobre todo en la primera) entendieron que Sistani llamaba a votar por ella; y esas dos victorias electorales le dio el control mayoritario del Gobierno de la nación. Igualmente Sistani ha instado a la no respuesta a los constantes ataques de los suníes en la zona conocida como el "Triángulo de la muerte", al sur de Bagdad.

### Actualidad
El 6 de marzo de 2021 el papa Francisco, durante su visita a Irak, se reunió con el ayatola Al Sistani, representando un hito en la historia del catolicismo por ser la primera vez que un pontífice visita el país, y por el acercamiento entre ambos líderes, inédito.